# Francesco Granata (giornalista)
Francesco Granata (Giarre, 16 settembre 1895 – Catania, 9 novembre 1984) è stato un giornalista, saggista, critico letterario, scrittore italiano.

## Biografia
Combattente della grande guerra 1915-1918, fu insignito della croce di cavaliere di Vittorio Veneto.
Iscritto all'Ordine Nazionale dei Giornalisti, Penna d'oro del Convivio Letterario e Primo premio per la poesia dialettale siciliana al concorso sul tema: "Gli occhi delle donne" (Gardone Riviera 1954). I suoi interessi culturali furono vari: prosa e poesia, italiano e siciliano furono da lui ugualmente coltivati.

In più di mezzo secolo di attività letteraria e pubblicistica collaborò ad almeno una quindicina di giornali, riviste e periodici vari anche stranieri, tra cui: il quotidiano La Sicilia e la rivista La Tecnica della Scuola, di Catania; alla rivista Biologia Culturale di Roma; al Convivio Letterario di Milano e, con poesie in italiano e in siciliano, alle riviste il Meglio di Foggia, Relations Latines di Napoli e al predetto Convivio. I suoi scritti, di rigorosa ricerca delle fonti, avevano tutti una certa vena poetica.
Suoi libri: I pecchi (figure popolari note per i loro soprannomi, 1963, ripubblicato in edizione accresciuta nel 1972), Camelie rosse (poesie dei settant'anni con presentazione di Fiore Torrisi, 1963), Catania vecchia e nuova (1973), Chiaria (versi in siciliano con prefazione di Filippo Fichera e due note critiche di Mario Gori), Fatti e figure di ieri e di oggi (1973), e Catania a zig-zag, saggi (1982). In questi volumi egli raccolse in gran parte gli articoli pubblicati sul quotidiano La Sicilia di cui era uno dei più vecchi collaboratori. Sue liriche sono comprese nelle antologie Poeti italiani del XX secolo (1968), Pittura e poesia (1968), La mamma nel canto dei poeti contemporanei (1970), Liriche del '900 (1971) ed Europa (1971).
La sua novella Mamma, dammi il sole!, già pubblicata su La Sicilia, fu premiata al Convegno di Castelfiorito Semprinia (22-25 sett. 1972), organizzato dal Convivio Letterario di Milano.
Un Diplome d'Honneur gli fu conferito per le sue liriche presentate ai XVI Festival de la Poesie italienne, tenutosi a Parigi il 25 giugno 1972.

## Opere
- Mario Rapisardi pittore / Francesco Granata [S.l. : s. n., 1956?]
- Il furto sacrilego del 1796 e la chiesa del Signore Asciato / Francesco Granata Catania: Tip. Ospizio di beneficenza, stampa 1961
- Camelie rosse: poesie dei settant'anni, Catania: Ediz. La tecnica della scuola, 1963
- I pecchi: figure popolari catanesi note per i loro soprannomi / Francesco Granata Catania: La tecnica della scuola, stampa 1963
- Storia civile della fedelissima città di Capua / opera di Francesco Granata Bologna: Forni, 1969
- Catania vecchia e nuova: uomini e cose / Francesco Granata Catania: N. Giannotta, stampa 1973
- Chiaria: versi in dialetto siciliano / Francesco Granata; con prefazione di Filippo Fichera Milano: Editrice convivio letterario, 1973
- Catania a zigzag / Francesco Granata Catania: G. Brancato, 1981